# KV31
Pour les articles homonymes, voir KV31 (homonymie).
KV 31 est un tombeau de la  vallée des Rois, dans la nécropole thébaine sur la rive ouest du Nil face à Louxor en Égypte. Il s'agit d'un puits funéraire sans inscription, le tombeau d'un inconnu.

## Situation
Le tombeau KV 31 (sigle de « King Valley no 31 ») se trouve dans la partie sud de la vallée des rois, environ à mi-chemin entre KV30 et KV32 et à environ vingt mètres au nord de la tombe KV32. La tombe royale la plus proche est KV34, celle de Thoutmôsis III, ce qui suggère que toutes les tombes de la zone appartiennent à la XVIIIe dynastie, entre la fin du règne de Thoutmôsis III et le début de celui d'Amenhotep III.
La seule chose que nous savons sur le tombeau KV31 à l'heure actuelle, c'est qu'il semble être l'un des nombreux tombeaux de nobles dans la nécropole royale, un privilège pour les plus importantes personnalités de l'époque. Il est composé d'un puits formant une petite entrée, dont la profondeur est inconnue. Derrière lui, ce serait normal de ne trouver qu'une seule salle, celle où le défunt repose.
Il fut découvert en octobre 1817 par Giovanni Belzoni, pour le compte du 2e comte Belmore ; Belzoni le dégagea aussitôt, toujours financé par le comte. Victor Loret le visita en 1898 et en fit un plan détaillé. Son emplacement est connu, mais maintenant, il est couvert d'une montagne de décombres, laissant l'accès par un simple trou d'un mètre seulement, dans l'attente d'un nettoyage et peut-être des découvertes au-delà du trou. Pour l'instant, il est toujours totalement ensablé.
KV31 pourrait être l'emplacement d'origine d'un sarcophage en quartz de la XVIIIe dynastie trouvé par Belzoni en 1817 et aujourd'hui en possession du British Museum, don du comte Belmore.